# Kései szegfű
A kései szegfű (Dianthus serotinus) a szegfűvirágúak (Caryophyllales) rendjébe, ezen belül a szegfűfélék (Caryophyllaceae) családjába tartozó, Magyarországon védett faja.

## Élőhelye
Mészkedvelő, síksági bennszülött faj meszes homokpuszták, homoki rétek, ritkábban homoki tölgyesek és telepített fenyvesek növénye.
Előfordul a Gödöllői-dombvidéken, a Pilisben, a Bakonyban, a Szentendrei-szigeten, a Pesti-síkon, a Jászságban, és a Turján-vidéken, valamint a Kisalföld területén.

## Leírása
20–50 cm magas, viaszosan kékes- vagy szürkészöld, lazán vagy sűrűn (gyűrűsen szétterülve) gyepes évelő. A szár alul heverő, majd felemelkedő, közepétől vagy felső  harmadától elágazó, több virágú, csomói feltűnően duzzadtak. A levelek szálasak, 1–3 mm szélesek, kihegyezettek, szélükön aprón fogacskás-pillásak. A virágzó hajtásokon gyakran 10-nél is több levélpár van. A virágok 2,5–4 cm átmérőjűek. A szirom fehér, lemeze kb. a feléig sallangos. A finoman barázdált, ötfogú csésze 2-3,5 cm hosszú és 2–4 mm széles, színe eleinte világoszöld, később szalmasárga.
A csésze alján levő rendszerint 4 pikkelylevél finoman erezett, hártyás, a csúcsi részen zöld foltos.
Június közepétől október elejéig virágozhat.
A balti szegfű (D. arenarius subsp. borussicus) élénkzöld, felálló szárú, egy vagy kevés virágú növény.
További hasonló taxonok: István király-szegfű (D. plumarius subsp. regis-stephani), korai szegfű (D. plumarius subps. praecox) és a Lumnitzer-szegfű (D. plumarisu subsp. lumnitzeri).

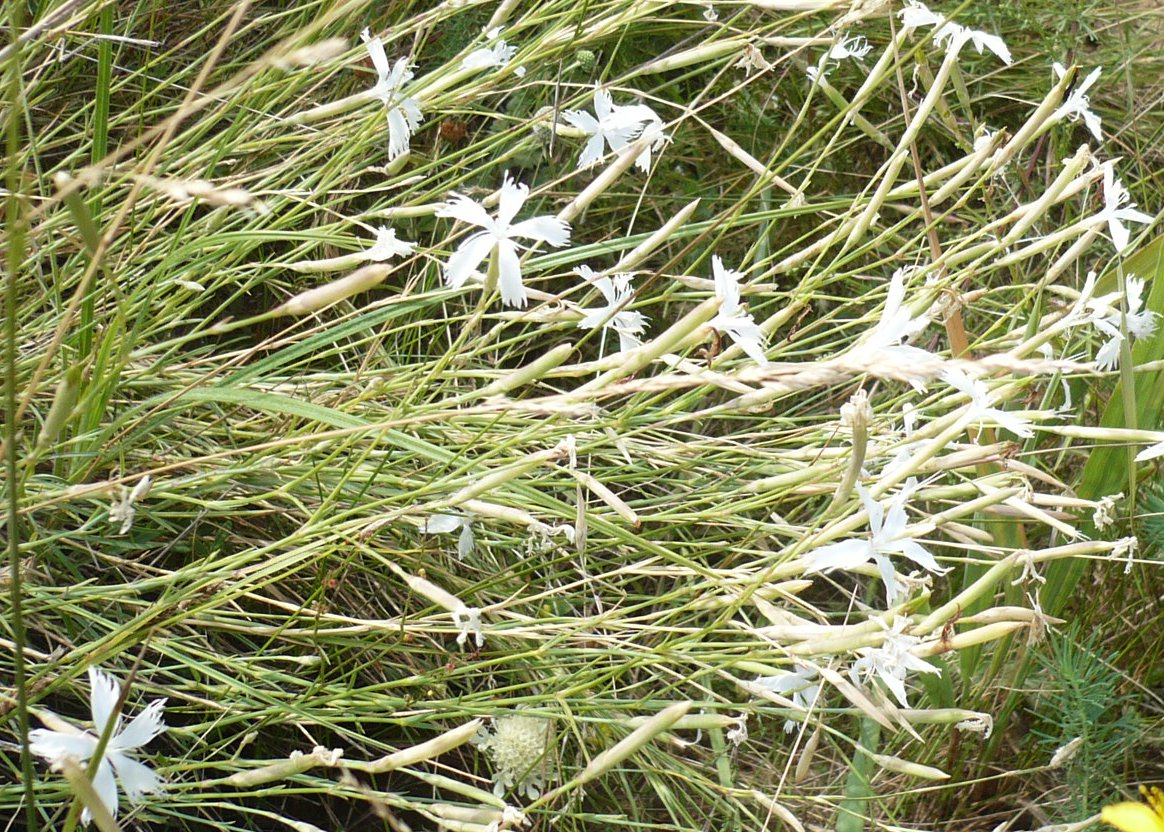
Kései szegfű
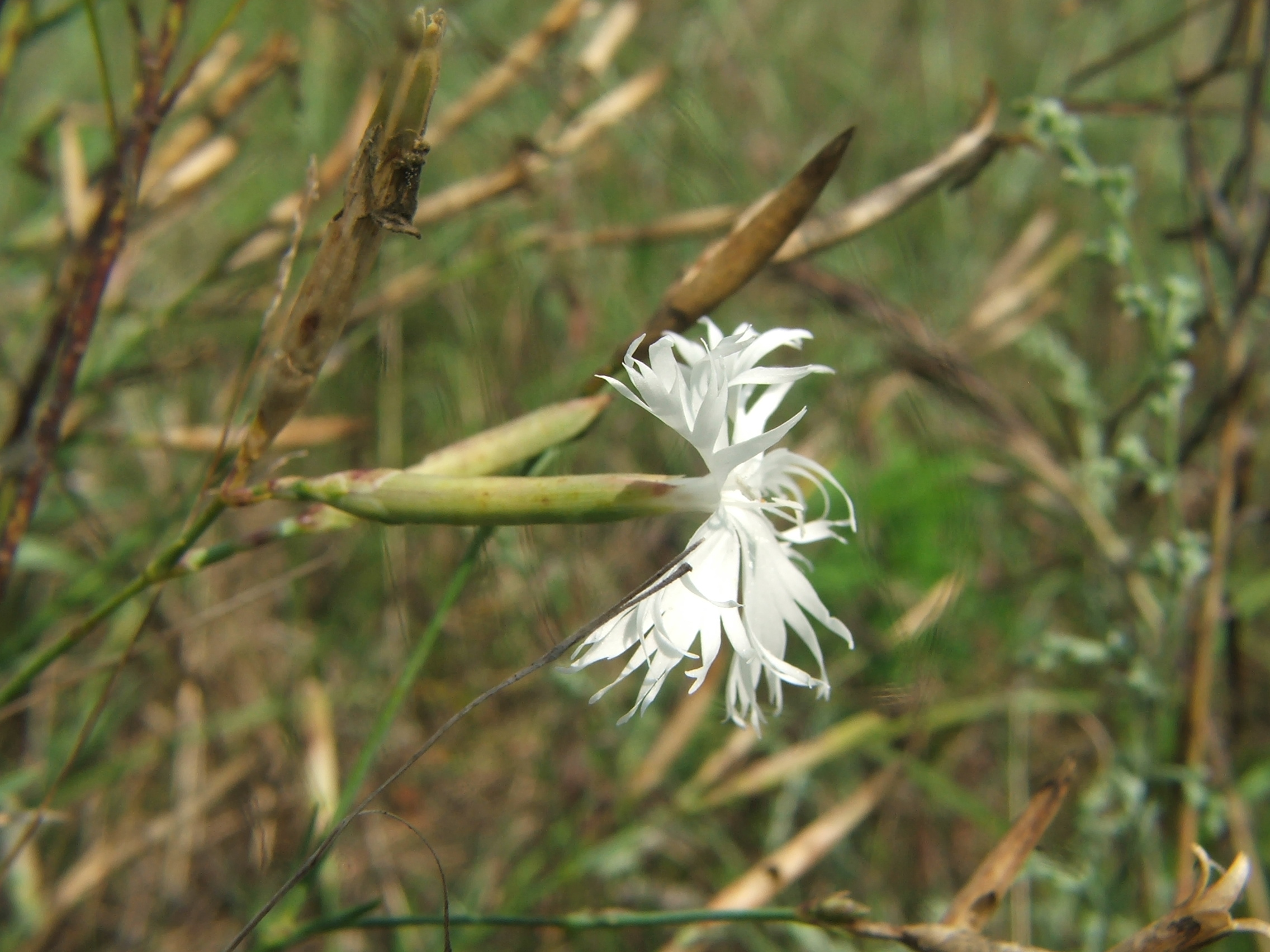
Virága